# Richard Leyton
Richard Andrés Leyton Abrigo (* 25. Januar 1987 in Santiago) ist ein chilenischer Fußballtorwart.

## Karriere

### Verein
Sein Profidebüt gab Leyton am 22. Oktober 2006 gegen den CD Cobreloa, nachdem Trainer Claudio Borghi der Stammmannschaft eine Pause gegeben hatte. Mit den Albos gewann er vier Meistertitel in den Jahren 2006 und 2007. Beim CSD Colo-Colo konnte sich der Torwart jedoch nicht durchsetzen und wurde erst an Deportes Puerto Montt verliehen und wechselte 2010 fest zu Santiago Morning. Auch dort kam er nicht zum Zug und ging über Deportivo Ñublense sowie San Luis de Quillota zu Coquimbo Unido. Dort bestritt Leyton in drei Jahren 61 Ligaspiele.
Mitte 2014 wechselte er zu Curicó Unido, zog allerdings schnell wieder weiter und spielte für die Zweitligisten CD Malleco Unido und Deportes Valdivia. Bei seinen nächsten beiden Stationen, Rangers de Talca und Universidad de Concepción, konnte sich Leyton keinen Stammplatz sichern.
Im Februar 2021 gab Leyton seinen Wechsel zur Saison 2022 zu Deportes Copiapó bekannt. Mit dem Klub aus dem Norden gelang ihm der Aufstieg in die Primera División.

### Nationalmannschaft
Für die U-20-Südamerikameisterschaft 2007 in Paraguay wurde Richard Leyton in den Kader der U-20-Nationalmannschaft berufen. Dort spielte er die ersten beiden Partien gegen Brasilien und Paraguay, jedoch verlor Chile beide Spiele. Dadurch übernahm Cristopher Toselli den Startelfplatz bis zum Ende des Turniers. Chile erreichte noch den vierten Turnierplatz und qualifizierte sich für die Weltmeisterschaft in Kanada, bei der Leyton nicht zum Kader gehörte.

## Erfolge
CSD Colo-Colo
- Chilenischer Meister (4): 2006-A, 2006-C, 2007-A, 2007-C